# Mouais
Mouais é uma comuna francesa na região administrativa do País do Loire, no departamento de Loire-Atlantique. Estende-se por uma área de 9.93 km². Em 2010 a comuna tinha 385 habitantes (densidade: 38,8 hab./km²).